# بيرتشسغادن
بيرتشسغادن (بالألمانية: Berchtesgaden) هي بلدية في جبال الألب البافارية. تقع بالقرب من الحدود مع النمسا (على بعد حوالي 30 كم إلى جنوب سالزبورغ و180 كم جنوب شرق ميونخ). وكثيراً ما يرتبط اسم بيرتشسغادن مع جبل (فاتزمان)، الذي يعد ثالث أعلى جبل في ألمانيا (2713 متر) بعد جبلي (تسوغ شبيتسه) و(هوخ فانر)، ويشتهر جبل فاتزمان بين عشاق متسلقي الصخور بفضل جداره الشرقي (أُوست فاند)، وببحيرة جليدية عميقة تُدعى (كونيغسزيه)، التي تبلغ مساحتها 5.2 كم مربع.
وتشتهر بلدة بيرتشسغادن بأنها تضم واحدة من أجمل الطرقات الجبلية «البانورامية» في العالم حيث يصل عبرها الزوار إلى أعلى قمة فيها لمشاهدة المدينة من الأعلى. وفي فصل الشتاء يقصدها الزوار للتزلج وممارسة الألعاب الرياضية الشتوية، ولكنها ابتداء من فصل الربيع ترتدي قبعة السياحة الصيفية وتقدم فرصا لا تحصى من الرياضات، مثل المشي والغولف والتنس والتزلج في حلبة تزلج مغلقة وتسلق الجبال وركوب الدراجات الهوائية ومشي «النورديك» الذي يستعمل فيه عكازان أشبه بعكازي رياضة التزلج، وهناك أماكن مخصصة لممارسة رياضة صيد الصقور، إضافة إلى زيارات سياحية كثيرة للمتاحف والمعارض والتمتع بالموسيقى البافارية في مهرجانات وحفلات موسيقية طيلة موسم الصيف.

## أهم الأماكن السياحية
تعتبر بيرتشسغادن أجمل منطقة في «جبال الألب البافارية» نسبة لروعة طبيعتها وطرقها الجبلية التي توفر فرصة نادرة للتمتع بمشاهدة بافاريا جنوب ألمانيا، وإلقاء نظرة على جارتها سالزبورغ في النمسا مدينة الموسيقار موتزارت.
- بحيرة «كونيجسي»: وتعني «بحيرة الملك» وهي أجمل بحيرة في ألمانيا، وتحيط بها قمة جبل «فاتزمان» التي ترتفع لمسافة 2700 متر عن مياه البحيرة الزرقاء، ويمكن استكشاف البحيرة عن طريق رحلات في مراكب صغيرة. وتنتشر في منطقة البحيرة أماكن مخصصة للمشي والأكل ومحلات تجارية لبيع المنتجات البافارية والتذكارات السياحية.
- «إيغلز نيست» أو عش النسور: نقطة لمشاهدة مناظر بانورامية للمدينة، وتم بناء هذه النقطة وتم تقديمها هدية لأدولف هتلر بمناسبة عيد ميلاده الخمسين.
- منجم الملح: هو واحد من مناجم وكهوف كثيرة، ولكن تبقى زيارة منجم بيرتشسغادن للملح من أحلى الزيارات للعائلات والأطفال. داخل المنجم يتم التعرف على كيفية استخراج الملح، وهناك رحلات بواسطة القطار تأخذ الزوار إلى أعمق نقطة في المنجم وبعدها يمكن تذوق الأملاح التي تعتبر من أهم الأملاح المستخرجة من المناجم في العالم، إضافة إلى شراء عبوات ملح بنكهات جديدة مثل الملح مع الأعشاب أو الملح المخصص لـ«تتبيل» الستيك، من المحل عند مدخل المنجم.
- الطريق البانورامي «روسفيلد»: يمكن للزوار أن يسلكوا هذا الطريق من خلال دفع مبلغ نحو 6 يورو حسب عدد الأشخاص بالسيارة، يصلوا بعدها إلى نقطة عالية جدا يشاهدوا منها جزءا كبيرا من النمسا ومنطقة بيرتشسغادن بالكامل. وفي فصل الشتاء، يمكنك التزلج في هذه المنطقة وفي فصل الصيف تنظم رحلات مشي فيها.
- «بوبسليد ران»: هي عبارة عن عربات سريعة يركبها اثنان، تمشي عبر أنفاق حديدية، هذا النشاط متوفر ابتداء من شهر أبريل (نيسان) حتى نهاية فصل الصيف. نشاط مناسب للصغار من جميع الفئات العمرية، وفرصة للكبار أيضا للمرح والقيادة السريعة.
- «أوبر سالزبورغ كايبل كار»: رحلة جميلة للتمتع باستنشاق الهواء الجبلي النظيف، تأخذك في رحلات يصل علوها إلى ألف متر، وتتوقف في محطات كثيرة تنطلق منها في رحلات المشي المنظم. ثمن الرحلة للكبار 8 يورو ذهابا وإيابا.
- «بريديغتسوهل كايبل كار:» التي تعتبر أقدم عربة تلفريك معلقة في العالم، ولا تزال حتى اليوم تحافظ على تصميمها الأصلي. تستغرق الرحلة 8 دقائق، تصل بعدها إلى قمة جبل «بريديغتسوهل» على علو 1583 مترا عن سطح البحر.

## معرض الصور

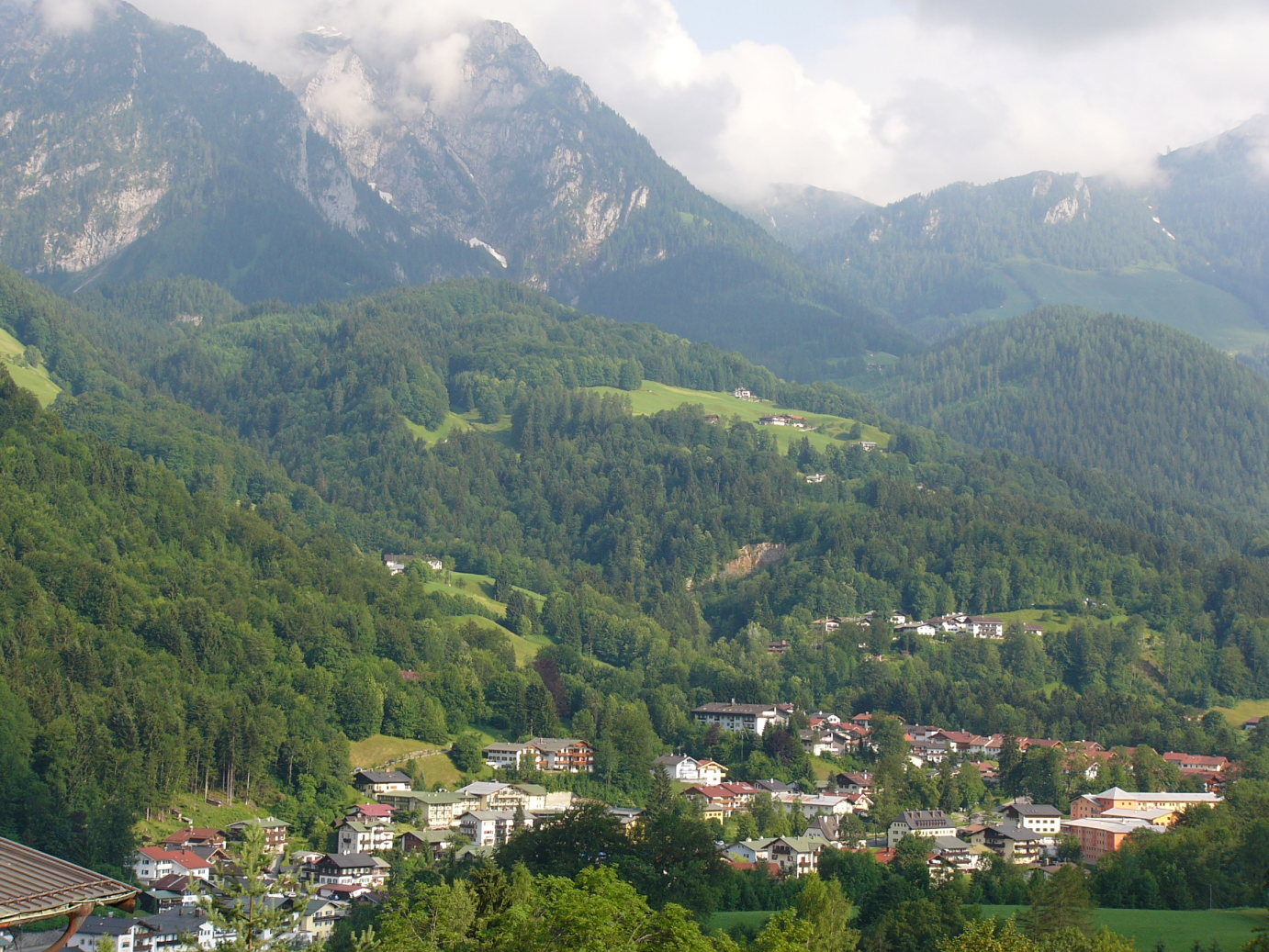
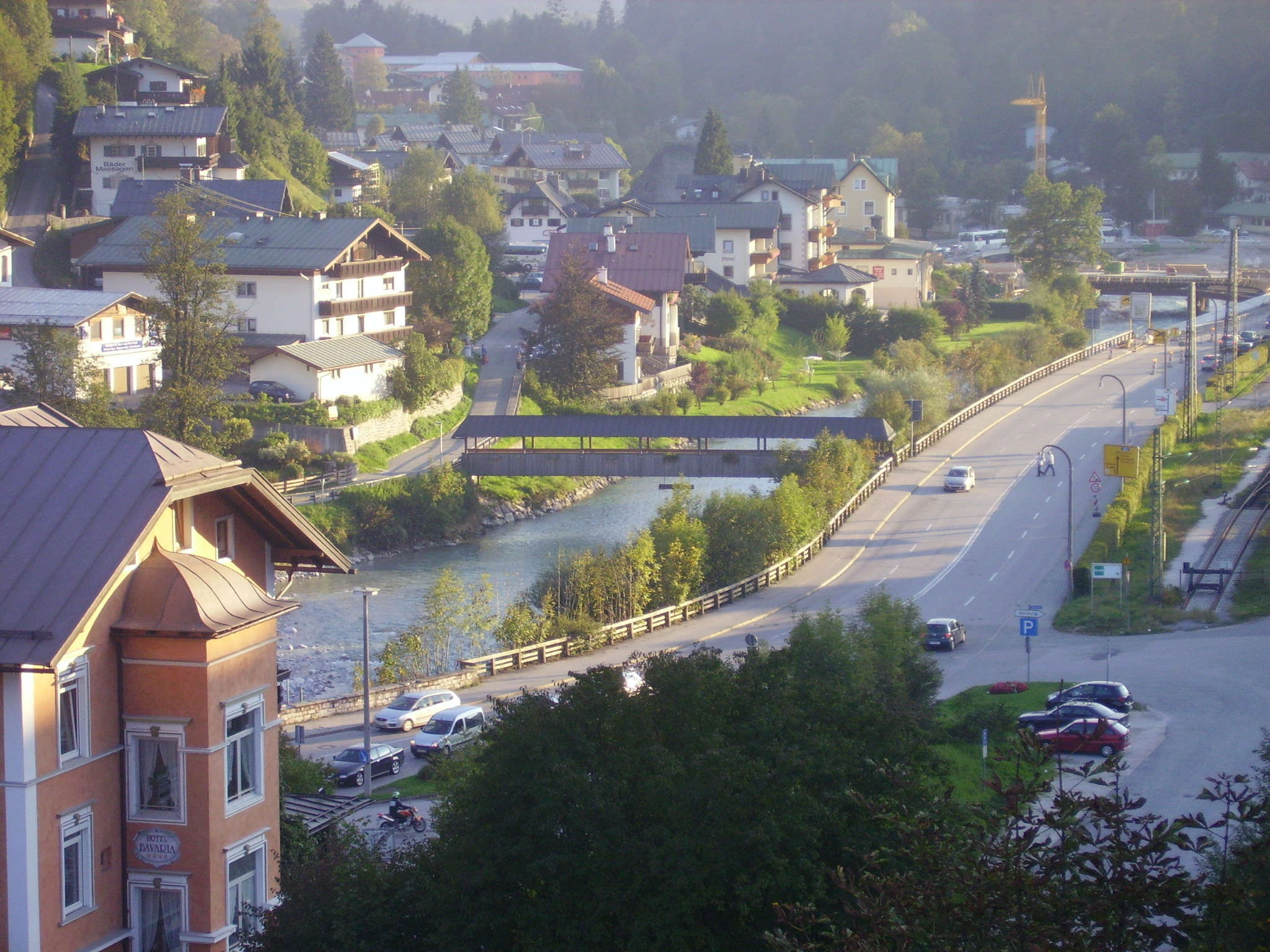
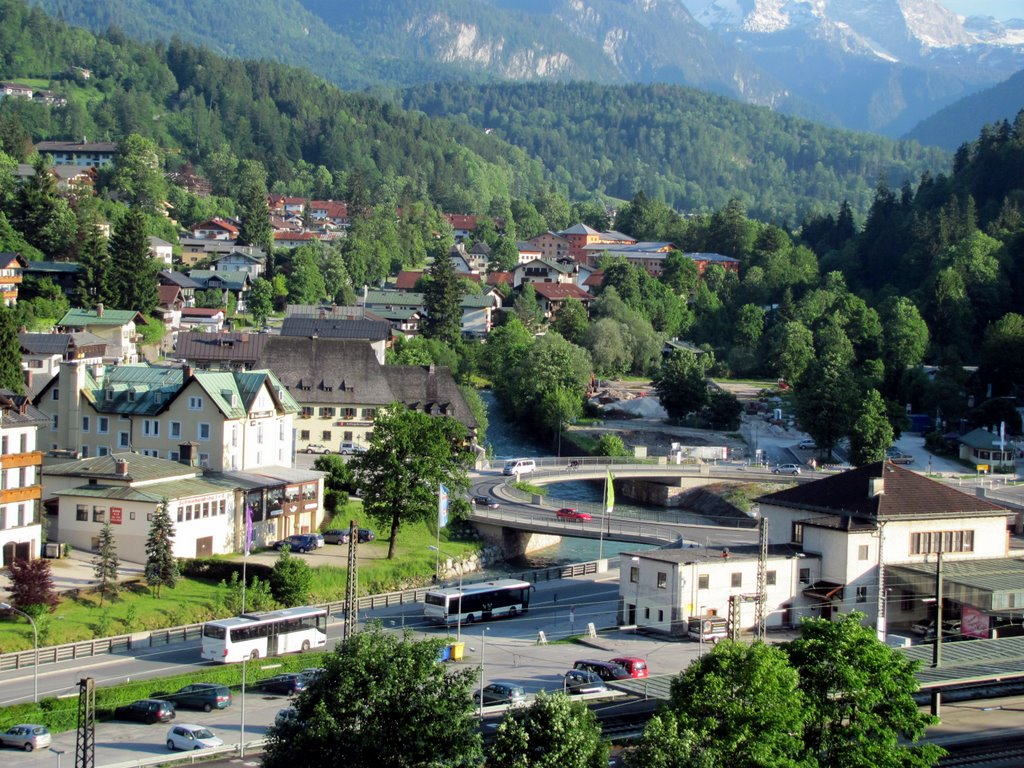
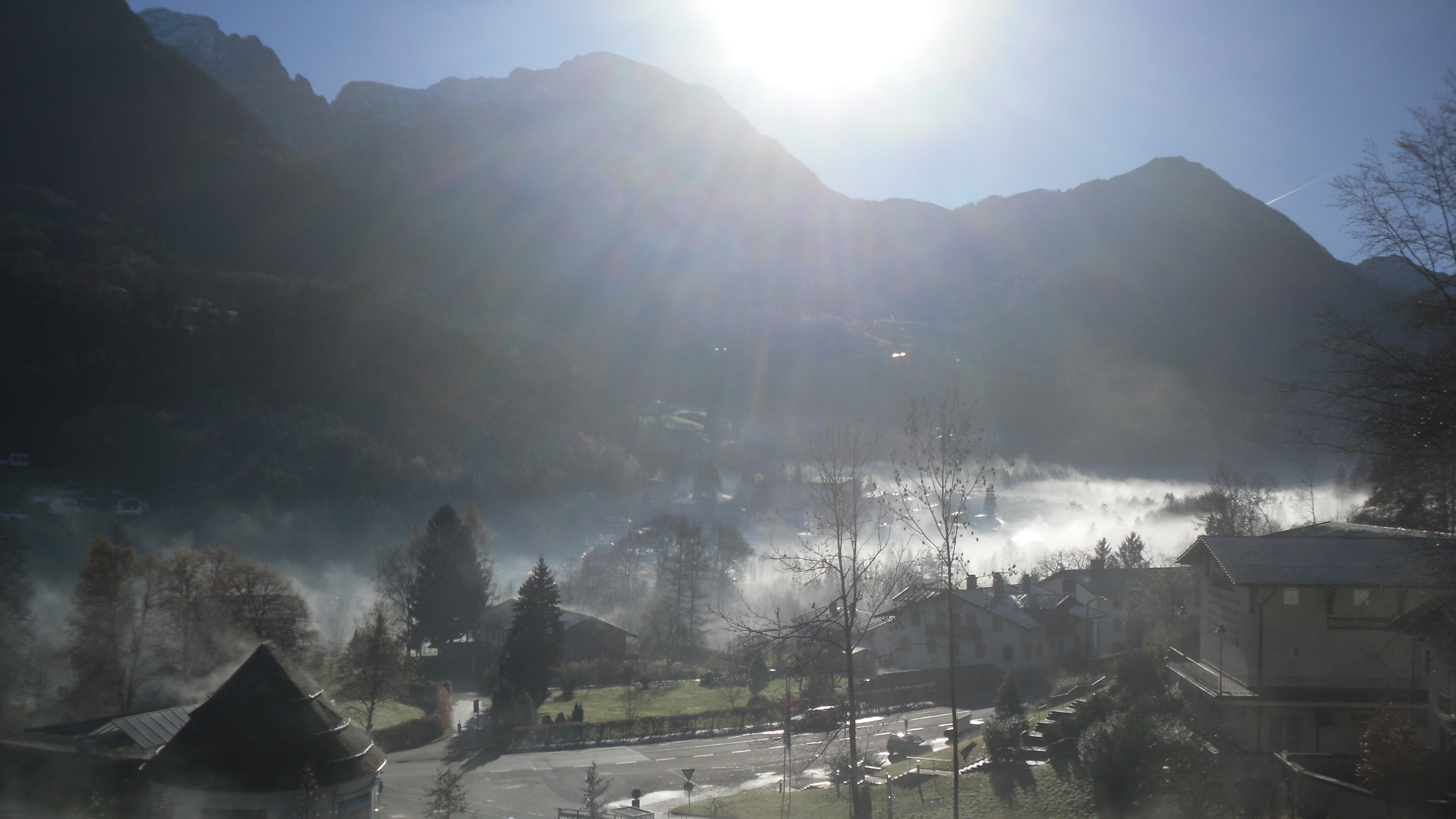
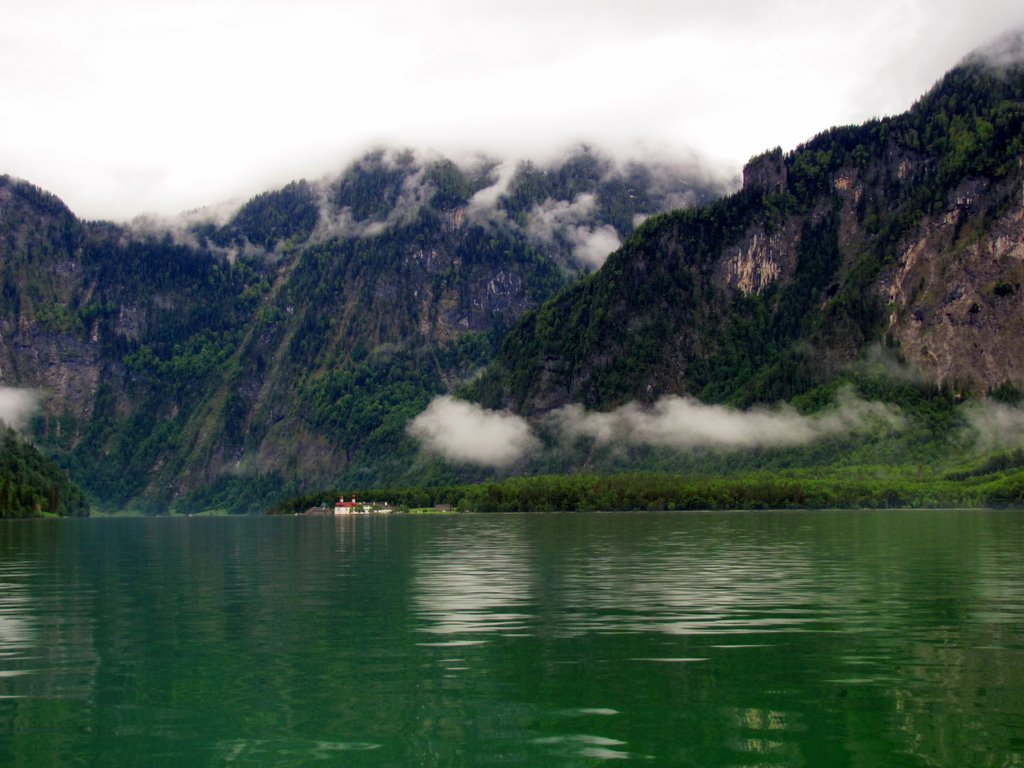
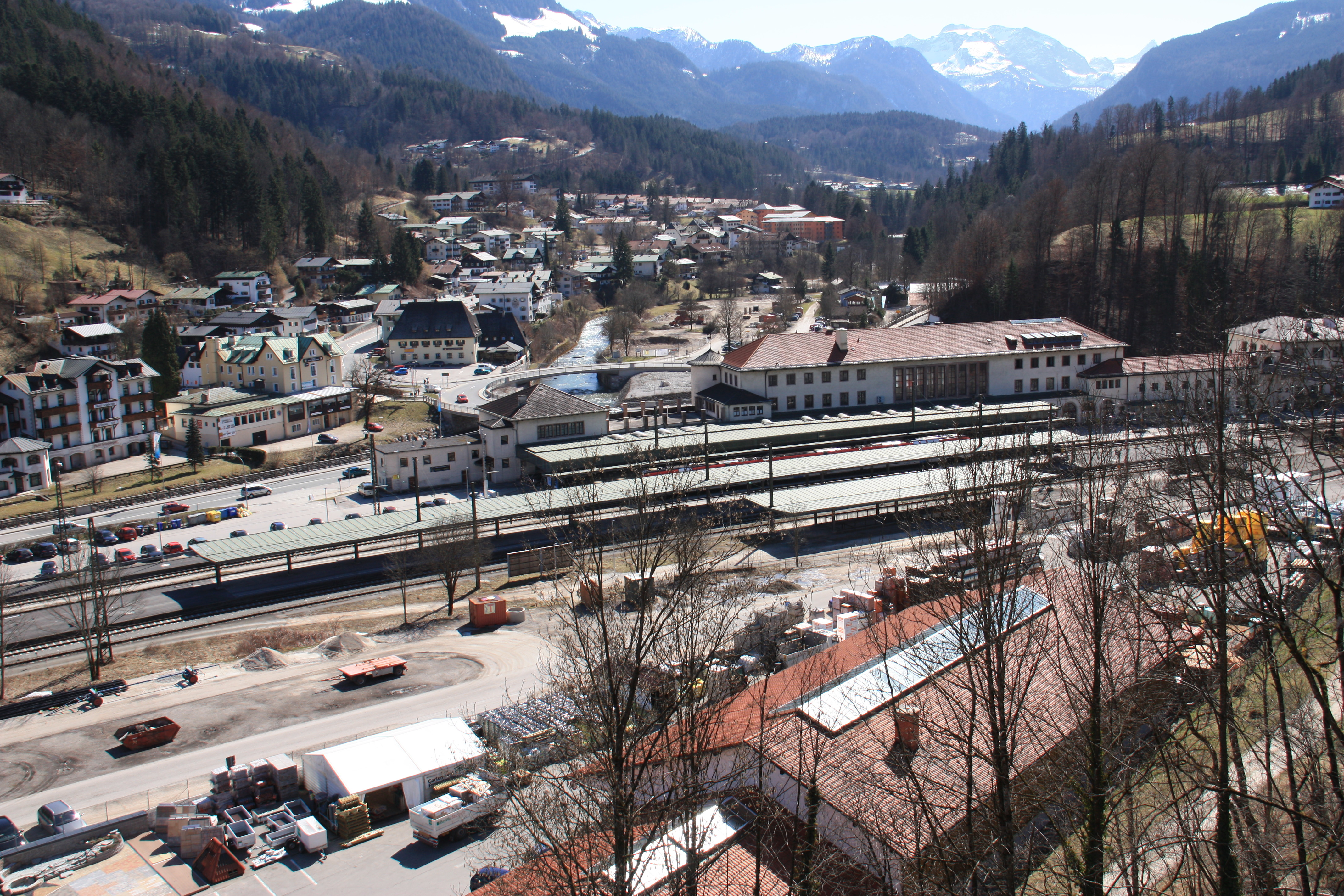
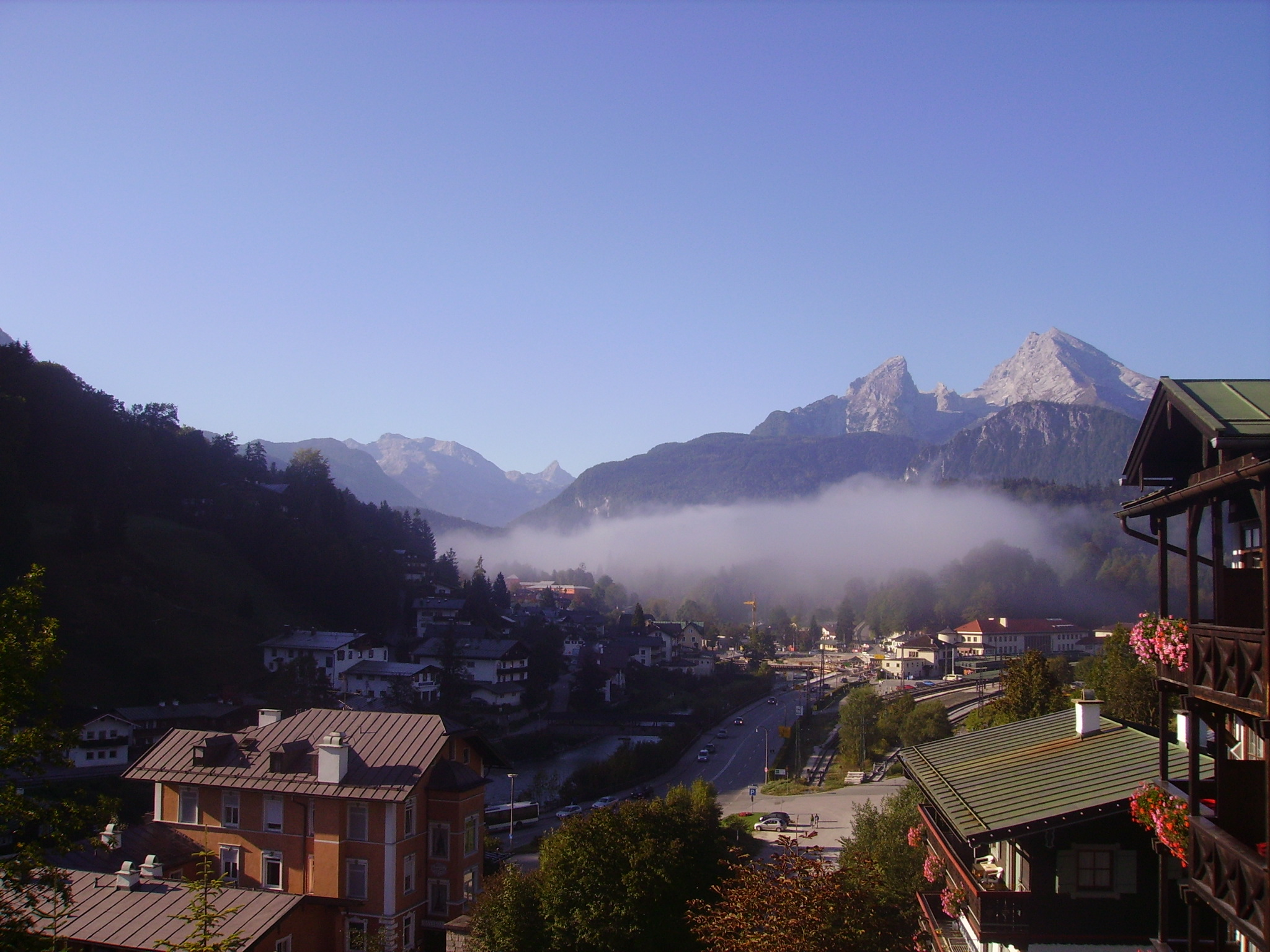
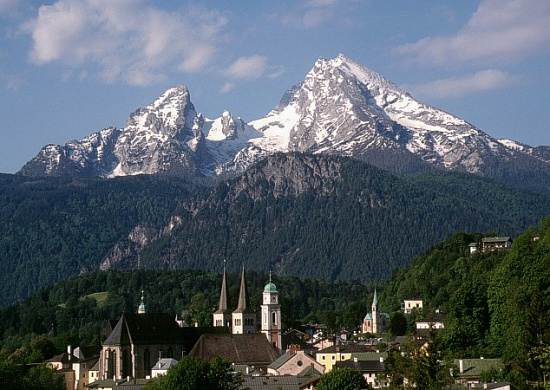
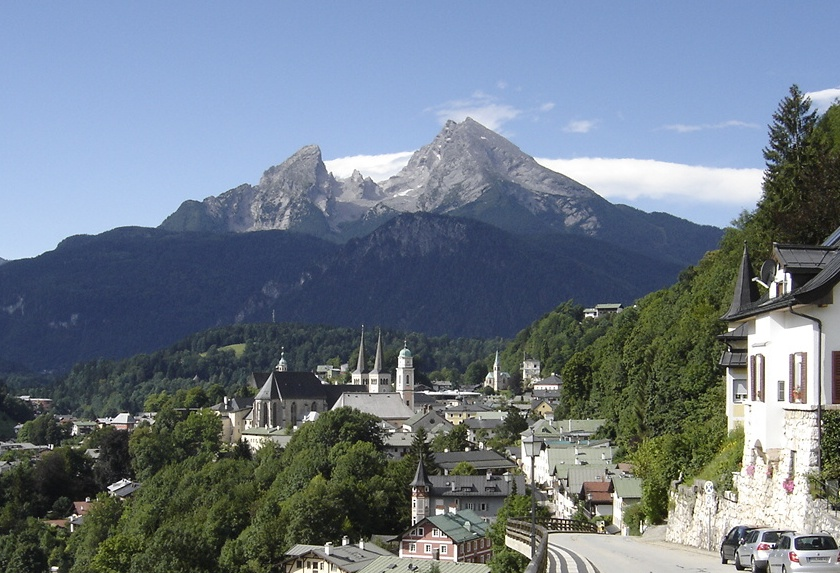
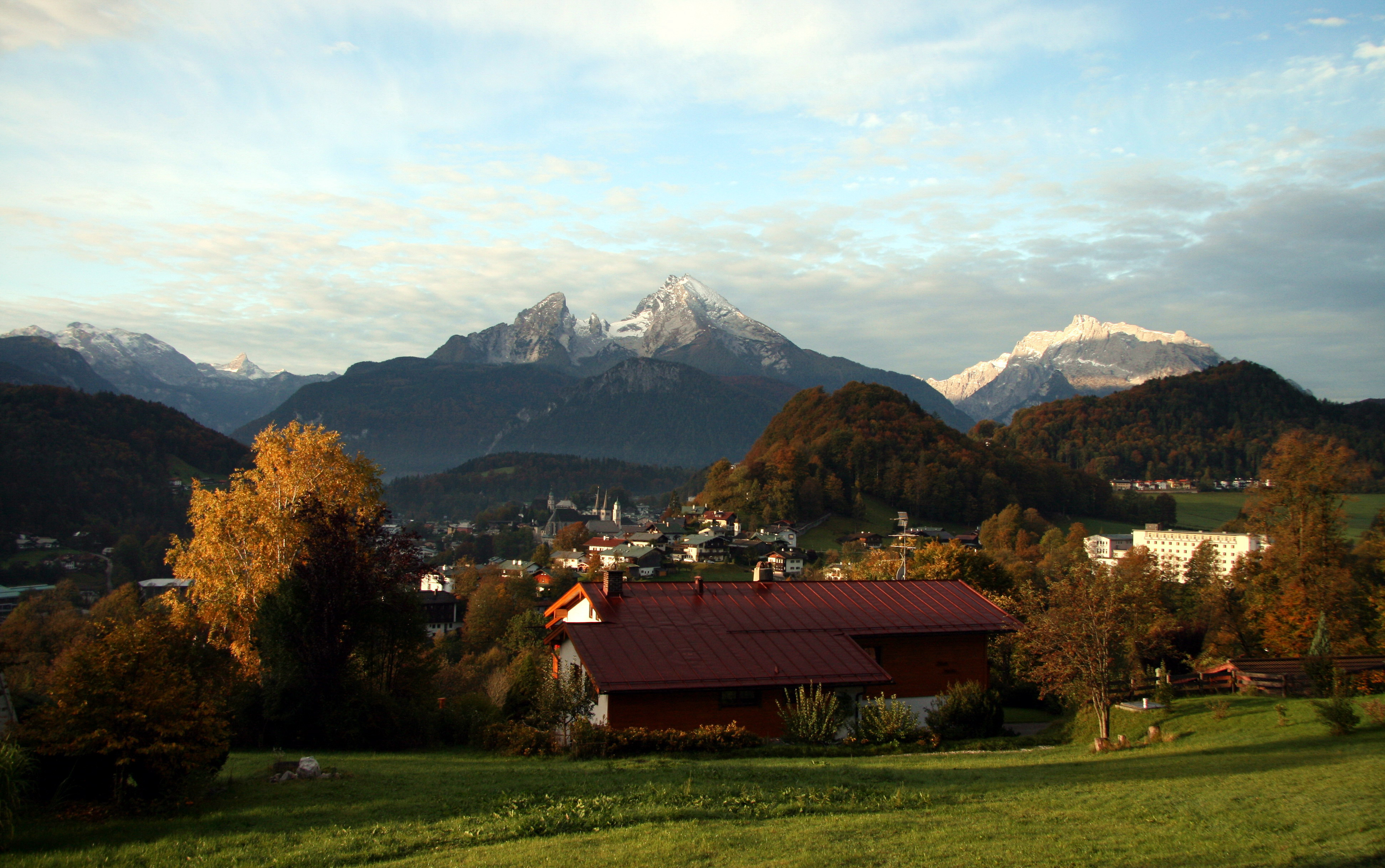
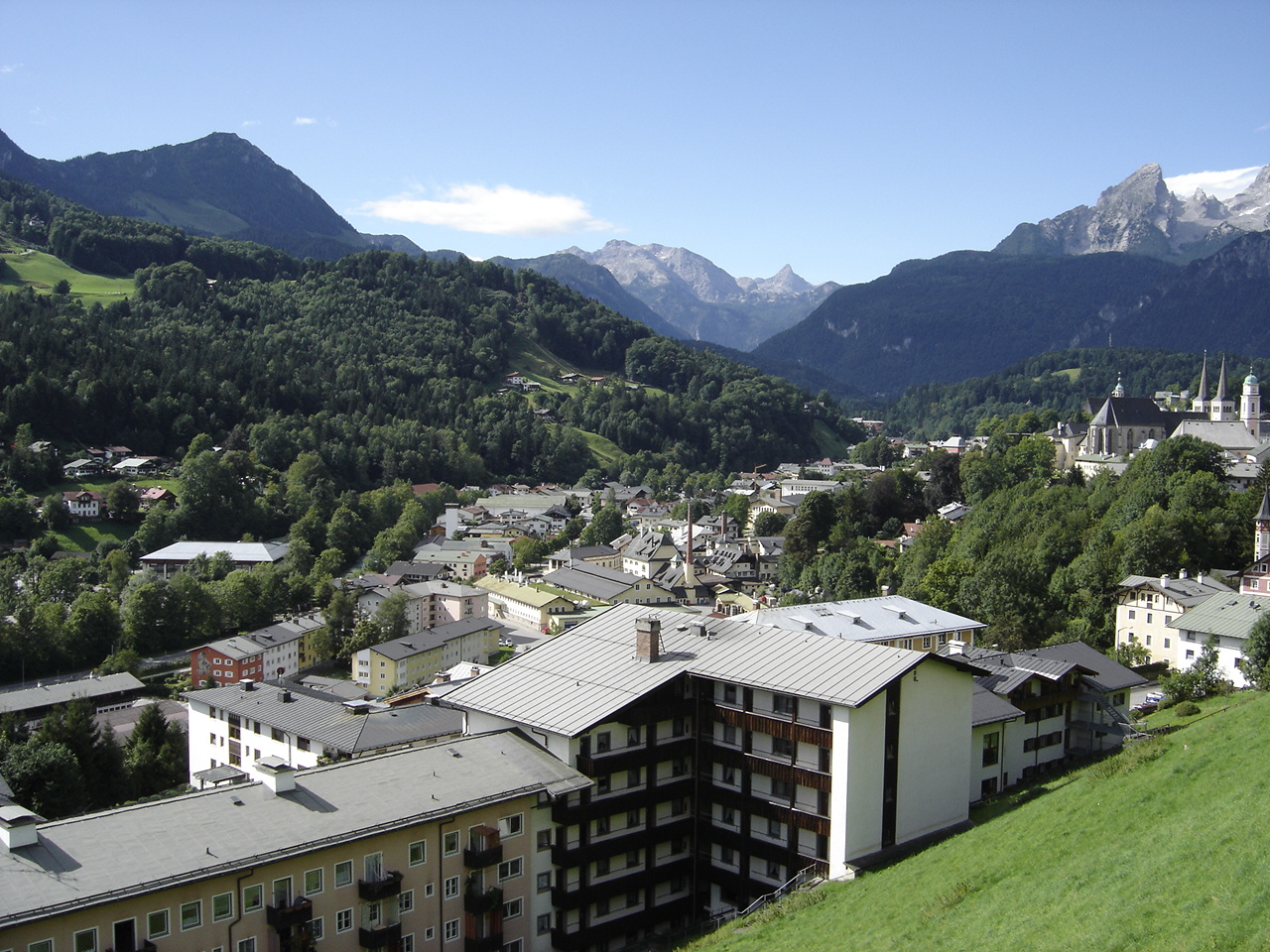
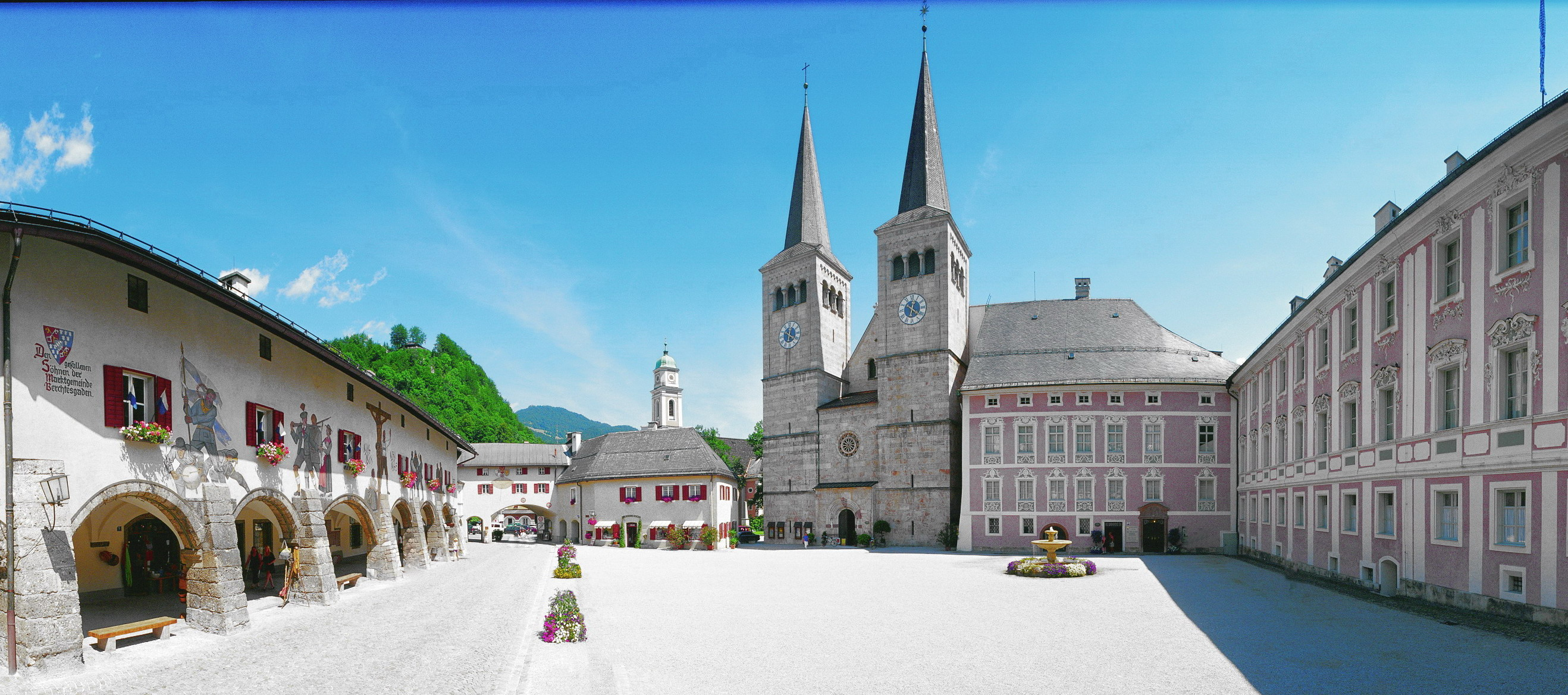
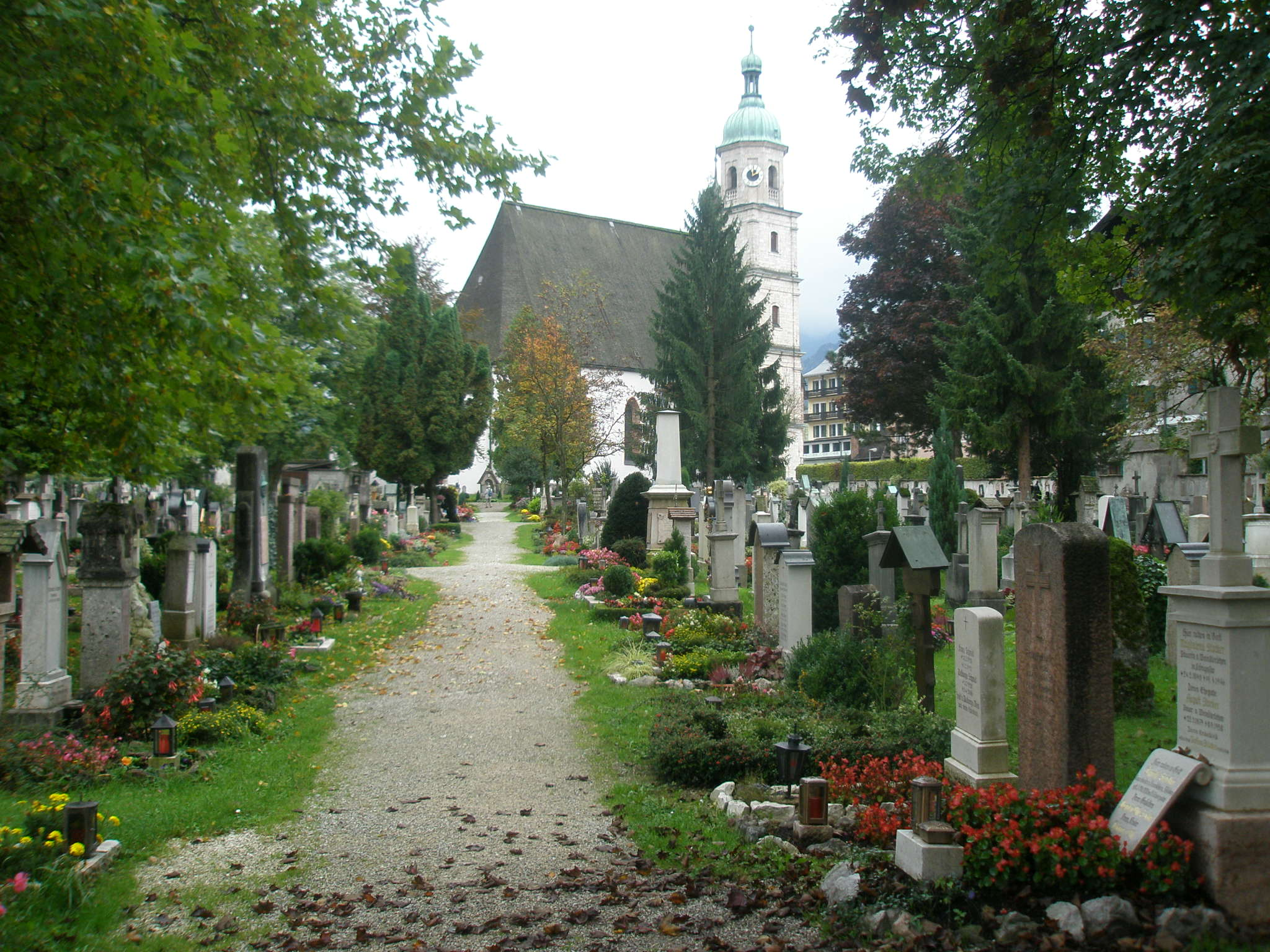
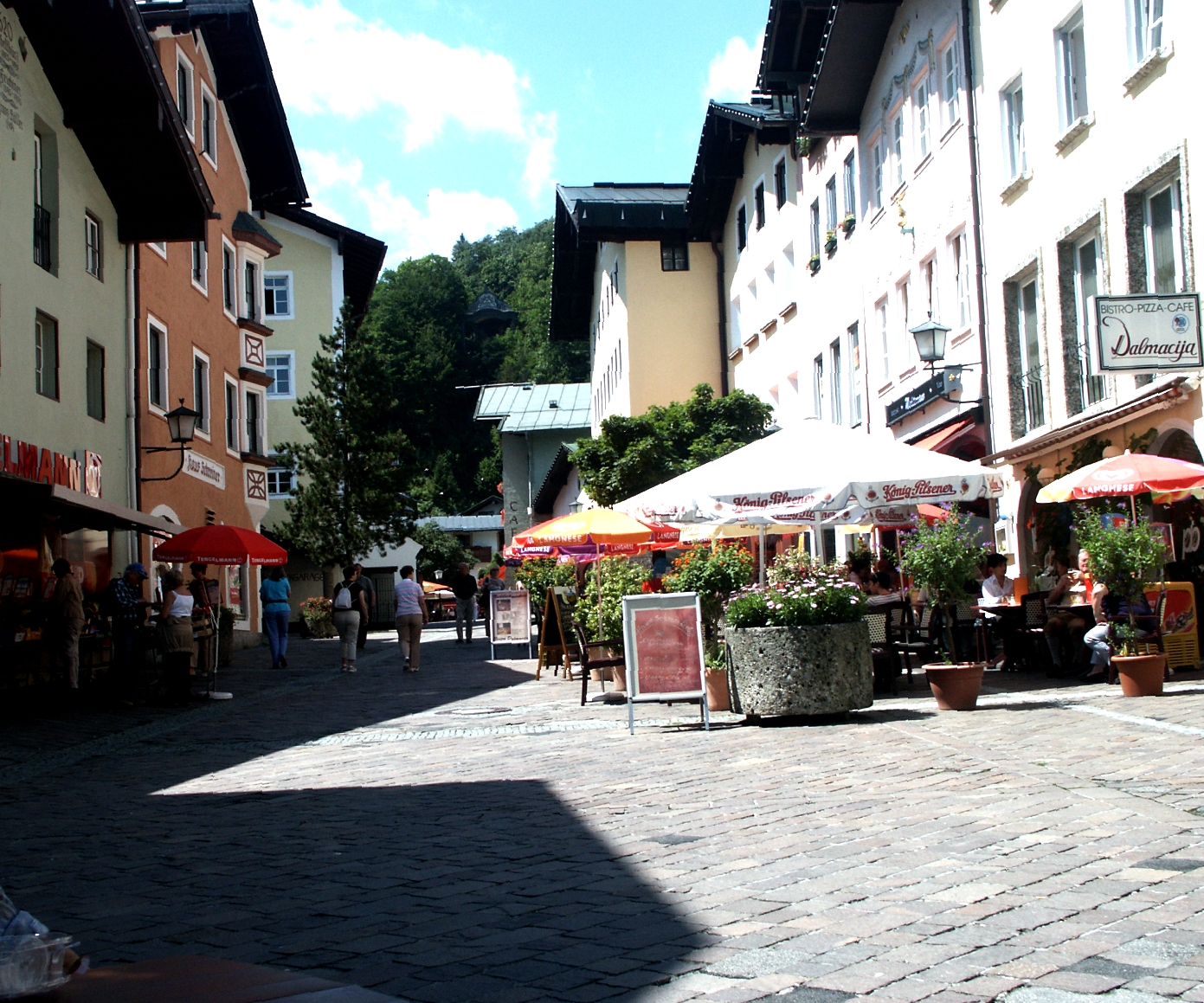
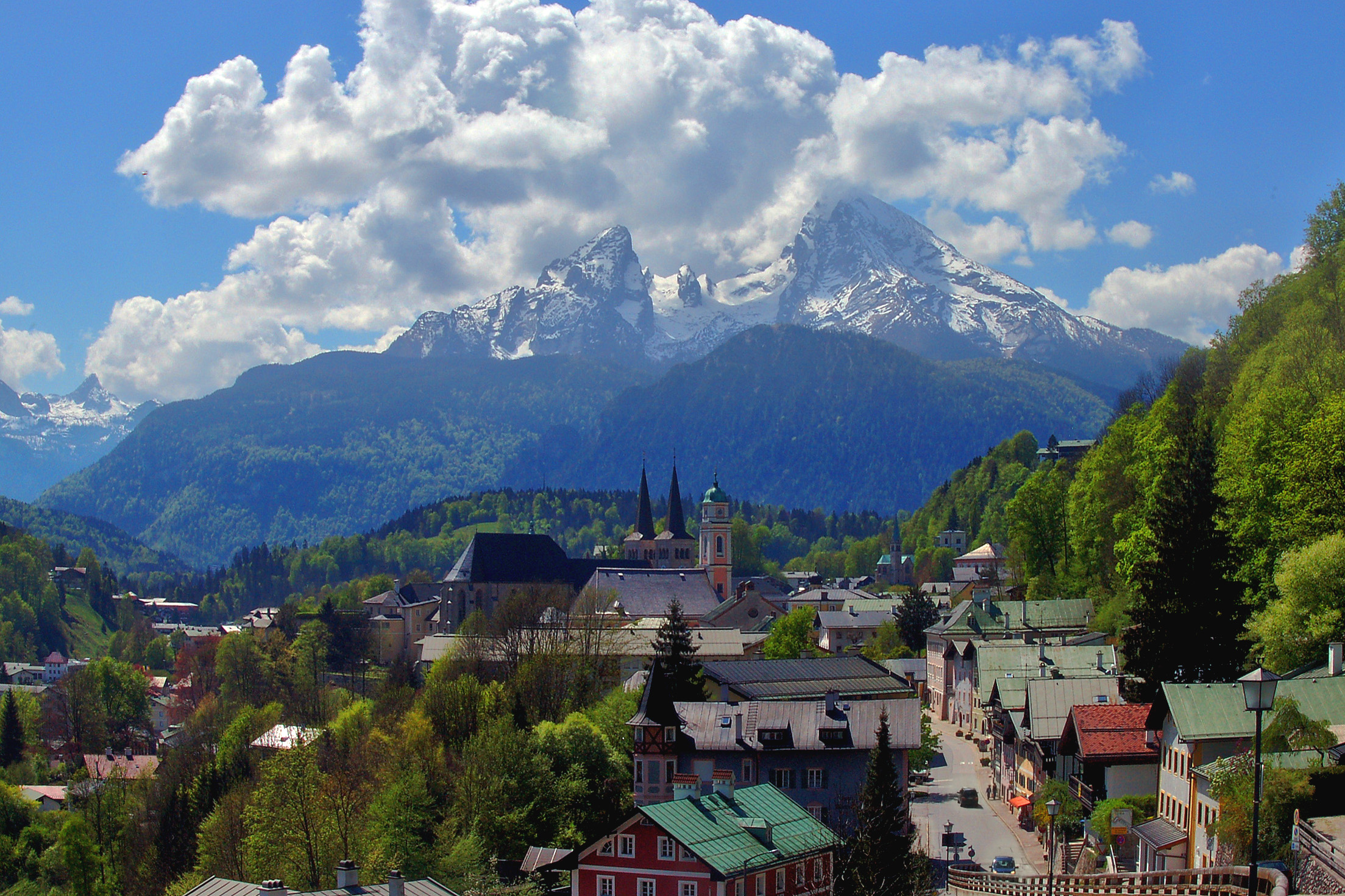
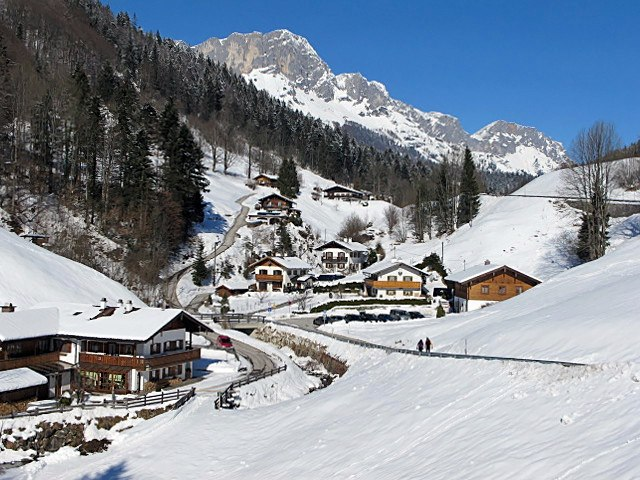
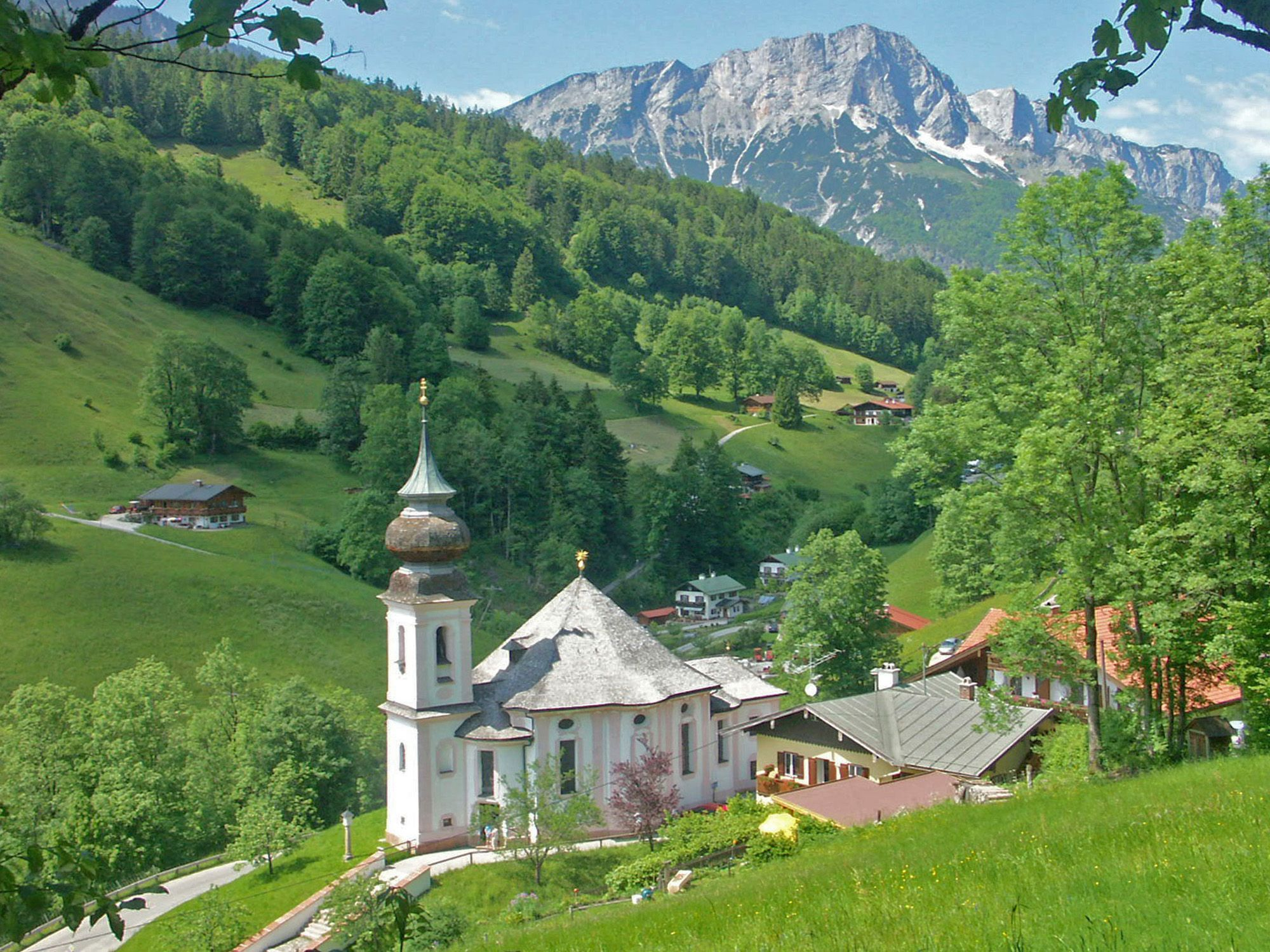
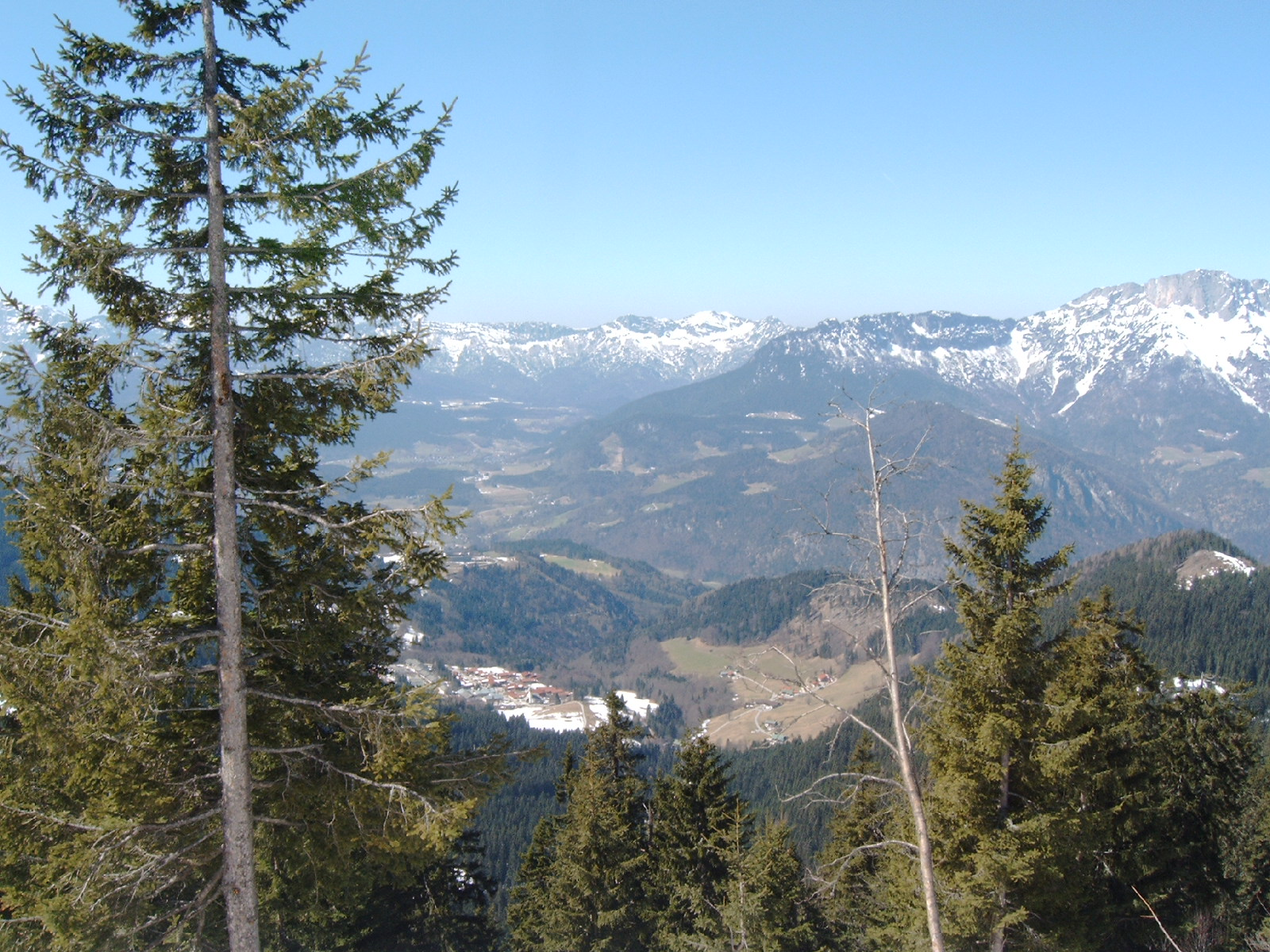
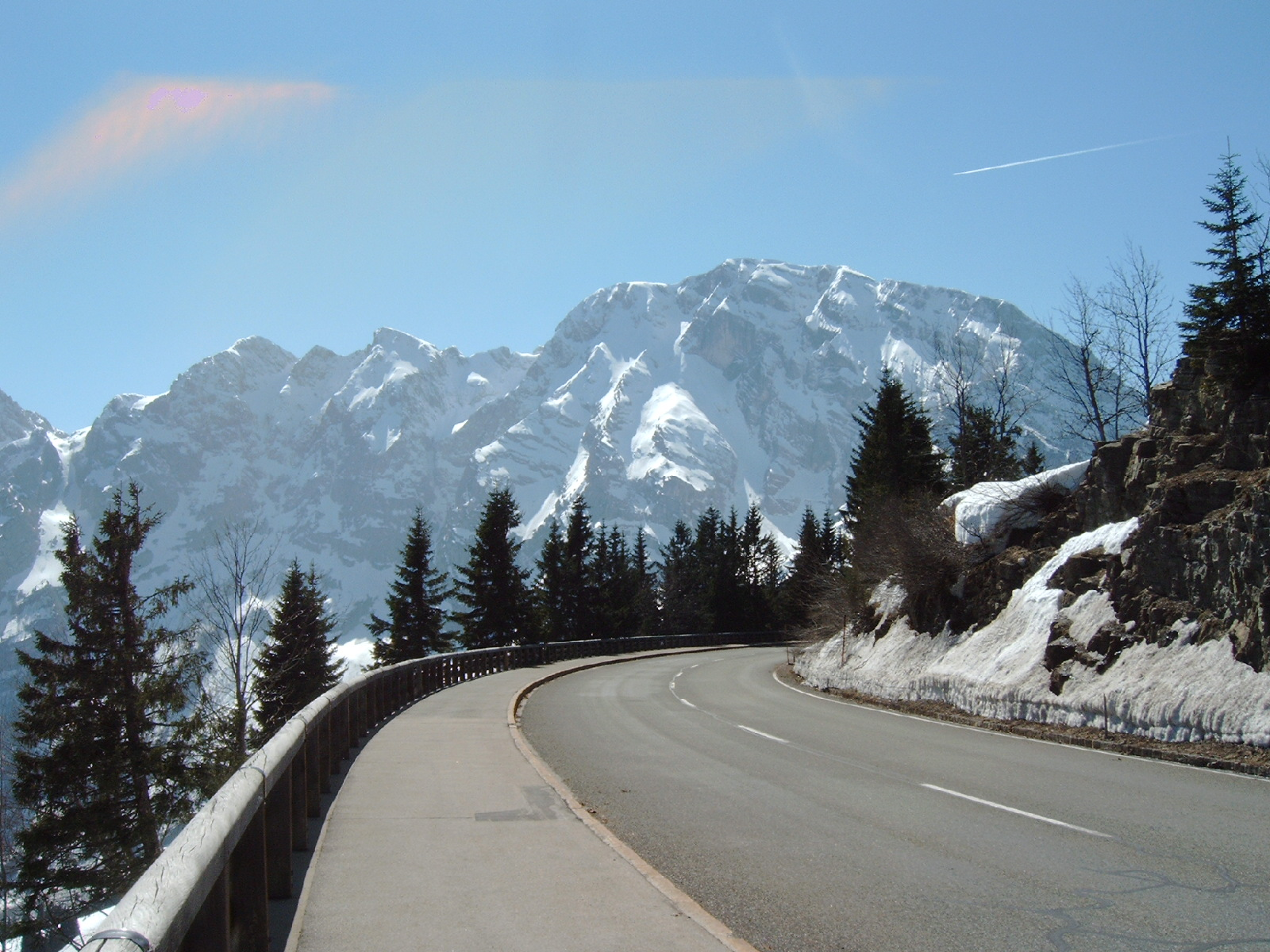

## وصلات خارجية
- الموقع الرسمي